# عشريات الشكل
عشريات الشكل أو دكابتيفورمز (الاسم العلمي: Decapodiformes) هو رتبة عليا من رأسيات الأرجل تضم جميع أنواع رأسيات الأرجل ذوات العشرة أطراف، وتحديدًا ثمانية أذرع قصيرة ومخلبين طويلين. من المفترض أن الغمديات كان لديه خمسة أزواج متطابقة من الأطراف، وأن فرعًا واحدًا من السلالة طور زوجًا من الأذرع المعدلة الاربعة ليصبح عشاريات الشكل، بينما تطور فرع آخر من السلالة وفقد في النهاية زوج ذراعه الثاني، ليصبح أخطبوطيات الشكل.

## التصنيف
تعرف الرتب التالية بأنها عشاريات الشكل العليا:
- باثيتيوثيدا
- سهميات †
- ديبلوبيليدا †
- Idiosepida
- Myopsida – الحبار الساحلي
- أويجوبسيدا – الحبار النيريتيك
- حبار
- حباريات قرنية